# Tagoropsis fumosa
Tagoropsis fumosa är en fjärilsart som beskrevs av L.Sonthonnax 1901. Tagoropsis fumosa ingår i släktet Tagoropsis och familjen påfågelsspinnare. Inga underarter finns listade i Catalogue of Life.